# آبشار ترو دو فر
آبشار ترو دوفر (به فرانسوی: Trou de Fer) آبشاری است در کشور فرانسه که ۷۲۵ متر ارتفاع دارد.  این آبشار بیست‌ویکمین آبشار بلند جهان است.